# Робинсон, Фентон
 Фентон Ли Робинсон (англ. Fenton Lee Robinson; 23 сентября 1935, Гринвуд, Миссисипи, США — 25 ноября 1997, Рокфорд, Иллинойс, США) — американский блюзовый гитарист, вокалист и автор песен. Номинант Blues Music Awards в номинации «Альбом современного блюза» (1984). Член Зала славы блюза как исполнитель (2023) и как автор произведения, ставшего классикой блюза (2010) . Автор блюзовых стандартов «As the Years Go Passing By», «Somebody Loan Me a Dime» и соавтор стандарта «Texas Flood». 

## Биография
Фентон Робинсон родился поблизости от Гринвуда, Миссисипи, с детства пел в церкви. Проникся блюзом, слушая его по радио, и особенно вдохновляясь Ти Боун Уокером. Как вспоминал музыкант: «Я сидел и слушал коробку, музыкальный автомат. Опускал туда никель — тогда это был никель — и слушал таких парней, как Ти-Боун Уокер, „Биг Бой“ Крудап, Лоуэлл Фулсон, Мадди Уотерс».
В 1951 году переехал в Мемфис, Теннесси, где стал учиться играть, купив себе гитару Stella. Первым его наставником стал друг по имени Чарльз Макгоуэн, с которым они потом играли на улицах и участвовали в любительских конкурсах талантов. Первой его записью стала сессионная запись 1956 года сингла Роско Гордона «Keep on Doggin'». В 1957 году Фентон Робинсон записал свой первый сингл «Tennessee Woman». В том же году он начал работать с Ларри Дэвисом, с которым они записали знаменитый блюзовый стандарт «Texas Flood», партию гитары в котором исполнил Фентон Робинсон. В 1959 году он выпустил свою версию песни «As the Years Go Passing By», тоже ставшую блюзовым стандартом и записанную впоследствии многими музыкантами.
В 1962 году Фентон Робинсон поселился в Чикаго, где записался на уроки к Реджи Бойду, преподавателю гитары и студийному музыканту. Робинсон быстро завоевал популярность, сначала играя в Theresa's Lounge, а затем став регулярным исполнителем в легендарном клубе Peppers Lounge. Вместе с тем, как говорил музыкант: «Мне немного надоело играть музыку, поэтому я просто работал с другими парнями и подрабатывал на дневной работе». В 1966 году он записал сингл «Say You’re Leavin'», а в 1967 году музыкант записал ещё один знаковый блюзовый стандарт «Somebody Loan Me a Dime», но его продажи по стране прервались из-за снежной бури обрушившейся на Чикаго, и в результате сингл не получил широкого распространения. В 1969 году песню выпустил под своим авторством Боз Скаггс, записав её вместе Дуэйном Оллмэном, после чего авторство стало предметом судебного спора. Этот блюзовый стандарт, согласно «Энциклопедии блюза», стал «частью репертуара каждого второго блюзового музыканта» . Эта песня звучит в фильме Братья Блюз 1980 года. После выхода этой песни Фентон Робинсон был приглашён для участия в шоу «Битва за звание короля блюза», состоявшегося в Regal Theater в Чикаго в 1968 году. Конкуренцию ему составляли в частности такие тяжеловесы, как Би Би Кинг, Альберт Кинг и Бобби Блэнд. 
В 1970 году Фентон Робинсон был арестован и приговорён к тюремному заключению за дорожно-транспортное происшествие со смертельным исходом, но вышел на свободу через семь месяцев благодаря кампании по написанию писем от поклонников блюза. По освобождении продолжил выступления с собственными группами в клубах Чикаго, а также давал уроки игры на гитаре. Он также писал песни для Лоуэлла Фулсона и Ларри Дэвиса, выступал с Сонни Боем Уильямсоном, Джуниором Уэллсом и многими другими легендами блюза, гастролировал с Чарли Масселуайтом. 
В 1970-х Фентон Робинсон принял ислам, и некоторое время выступал под именем Фентон Ли Шабазз.
Первый альбом Monday Morning Boogie & Blues Фентон Робинсон выпустил в 1972 году на Seventy Seven Records, в 1973 году выпустил ещё один, а в 1974 году заключил контракт с Alligator Records, где выпустил альбом Somebody Loan Me a Dime, перезаписав одноимённую песню, права на которую тому времени были признаны за ним. Альбом получил восторженные отзывы, включая пятизвездочный рейтинг в Rolling Stone Record Guide. Альбом называется «абсолютным эталоном карьеры музыканта подчеркивающим его богатый, насыщенный вокал и свободную, но сдержанную гитарную работу на фоне основательной духовой секции» . Затем вышли ещё два альбома музыканта на Alligator Records; альбом 1984 года получил номинацию на Blues Music Awards, однако продажи обоих альбомов были разочаровывающе небольшие.  
В конце 1980-х Фентон Робинсон переехал сначала в Литтл-Рок, где он некоторое время жил в конце 1950-х, а затем в Спрингфилд, Иллинойс. Он выступал лишь время от времени, сконцентрировавшись на работе преподавателя в школьной системе Спрингфилда, обучая молодёжь основам блюза и игре на гитаре. В последние годы жизни Фентон Робинсон женился и переехал в Рокфорд. Последнее его крупное выступление состоялось на блюзовом фестивале в Чикаго в 1995 году. 
В 1997 году музыкант умер в Рокфорде от опухоли мозга, которая стала, по мнению музыканта, последствием ещё одной автомобильной аварии 1952 года. 
Обозреватель Living Blues писал: «Гитарная игра Фентона потрясающе чиста, сложна и хорошо структурирована, при этом он поёт с абсолютно завораживающей силой и красотой...великий артист».
«Его японские поклонники благоговейно окрестили Фентона Робинсона „гением мягкого блюза“ из-за его ультрамягкого вокала и джазово-интонированной игры на гитаре».
«Как его друзья, так и критики одинаково предполагали, что сладкий голос Робинсона, джазовые гитарные фразы в техасском стиле и аккордовые прогрессии возможно были слишком гладкими, отполированными для чикагской толпы».
«Хотя он родом из Миссисипи, свинговый стиль Фентона имел больше общего со техасскими музыкантами, с их типичными бендами, чем с его современниками из Дельты Миссисипи. Его сложные аккордовые прогрессии на гитаре напоминают джазовые работы его кумира, Ти-Боуна Уокера, а также Би Би Кинга».

## Дискография
- Monday Morning Boogie & Blues (1972), Seventy Seven Records; Sunset Blvd Records
- The Getaway (1973), Seventy Seven
- Somebody Loan Me a Dime (1974), Alligator Records
- I Hear Some Blues Downstairs (1977), Alligator
- Blues In Progress (известен также как Nightflight) (1984), Black Magic; Alligator
- Special Road (1989), Black Magic; Evidence Records